# Ходжа-Сала
Ходжа́-Сала́ (укр. Ходжа Сала, крымскотат. Qoca Sala, Къоджа Сала) — село в Бахчисарайском районе Республики Крым, в составе Красномакского сельского поселения (согласно административно-территориальному делению Украины — Красномакского сельского совета Бахчисарайского района Автономной Республики Крым).

## Население
| 2001 | 2014 |
| ---- | ---- |
| 73   | ↘53  |

Всеукраинская перепись 2001 года показала следующее распределение по носителям языка
| Язык             | Процент |
| ---------------- | ------- |
| крымскотатарский | 64.38   |
| русский          | 34.25   |
| украинский       | 1.37    |

### Динамика численности
| - 1520 год — 94 семьи - 1542 год — 86 семей - 1805 год — 113 чел. - 1864 год — 188 чел. - 1887 год — 35 чел. - 1892 год — 63 чел. - 1902 год — 302 чел. | - 1915 год — 0/16 чел. - 1926 год — 62 чел. - 1939 год — 92 чел. - 2001 год — 73 чел. - 2009 год — 47 чел. - 2014 год — 53 чел. |

## Современное состояние
В Ходжа-Сале 1 улица — Челеби, в селе 22 двора, в которых, на площади 16,1 гектара, по данным сельсовета на 2009 год, проживало 47 человек.

## География
Ходжа-Сала — возрождённое в 1990 году село в юго-западной части района, в долине Джан-Дере, у истока реки Ураус-Дереси, у западного подножия пещерного города Мангуп. Недалеко от села (в пределах 3 километров) находятся другие исторические достопримечательности: Эски-Кермен, остатки замка Кыз-Куле, пещерные монастыри Шулдан и Челтер, Сюйренская крепость с пещерным монастырём средневековые храмы Донаторов и Трёх Всадников. Транспортное сообщение осуществляется по региональной автодороге 35К-010 Танковое — Оборонное (по украинской классификации — Т-0105), которое ведёт по Каралезской долине, ведёт, через первал Текиль-Таш (Стоячий Камень), в долину реки Чёрной и далее в Севастополь (около 36 километров (по шоссе)). Расстояние до Бахчисарая от села около 21 километра, ближайшая железнодорожная станция — Сирень, примерно в 13 километрах.

## История
Село было основано потомками готов и аланов, смешавшихся с местным населением, в первом тысячелетии нашей эры. Позже село оказалось в самом центре средневекового княжества Феодоро, являясь практически предместьем Мангупа, по одной из версий носившем название Варзары (ср.-греч. Βαρζάρους). Существует дискутируемая версия В. А. Сидоренко, что предместье Варзары на месте современного села относилось к VI—VII веку, аргументированно оспариваемая А. Ю. Виноградовым, который считает, что поселение могло существовать в IX—XI веке — граффити указывает на восстановление храма в 1179 году. Название известно из надписи на лицевой стороне обломка мраморной капители из «Каралезской базилики» — остатков храма, найденного при строительстве пруда в начале 1980-х годов на западной окраине села (сейчас затоплены). Трёхнефная базилика с несколькими строительными периодами, получила широкую известность, благодаря нескольким надписям-граффити на архитектурных деталях. Охранные раскопки памятника, оставшиеся не завершенными, проводились в 1983—1986 году под руководством В. А. Сидоренко, а их материалы остались практически не изданными. На основании имеющихся публикаций А. И. Айбабин, считая надписи из храма самыми ранними в Крыму, датировал строительство базилики второй половиной VI — началом VII века, в свою очередь Андрей Виноградов, основываясь на палеографии граффити, относит их к средневизантийскому времени. Предположительно, ещё в эпоху Феодоро от родника в балке Табана-дере к деревне был проложен водопровод из гончарных труб — Н. И. Репников в 1930-х годах обнаружил его остатки в верховьях балки.

После захвата княжества Османской империей в 1475 году село входило в Мангупский кадылык эялета Кефе (провинции). Селение упоминается в материалах переписей Кефинского санджака 1520 года, где в Коджа-Саласы, она же Отар, подчинённом Инкирману, записаны: 1 мусульманская семья и 93 немусульманских (христианских), из которых 10 семей — потерявших мужчину-кормильца и 3 — подданных хана. По переписи 1542 года в Коджа-Саласы уже 7 мусульманских семей и 8 взрослых неженатых мужчин, христианских — 79, из них 24 «овдовевших» и 6 холостяков. Такое количество семей без мужчин объясняется тем, что здешние жители — таты, славились как отличные воины, составляли своего рода элиту в ханском войске и часто гибли. Видимо, они же сумели отбить в 1633 году нападение запорожских казаков, прошедших весь Крым и захвативших хранившуюся на Мангупе ханскую казну.

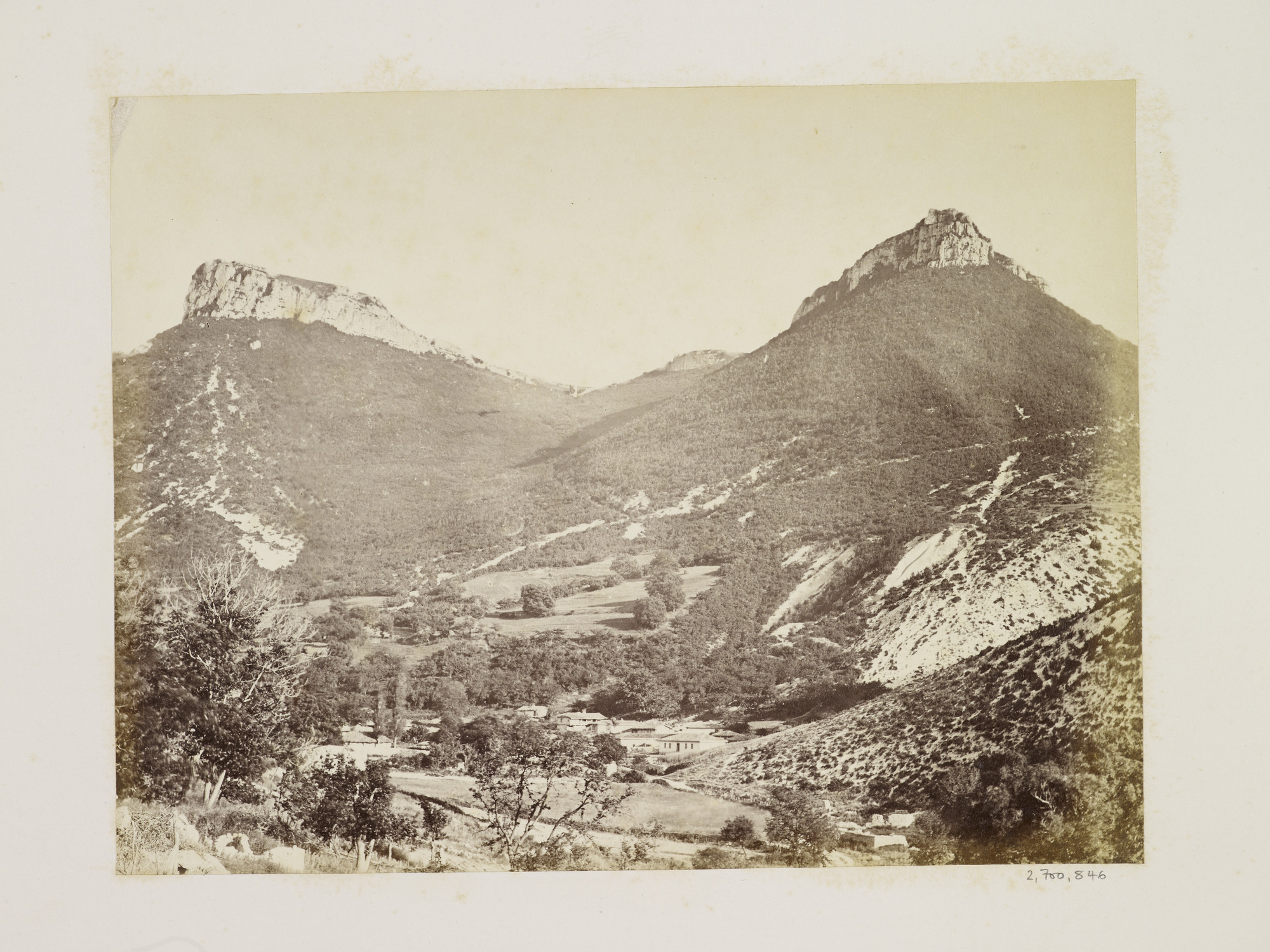
Село Ходжа-Сала. Из альбома «Виды Крыма в 1869 во время путешествия принца Уэльского»
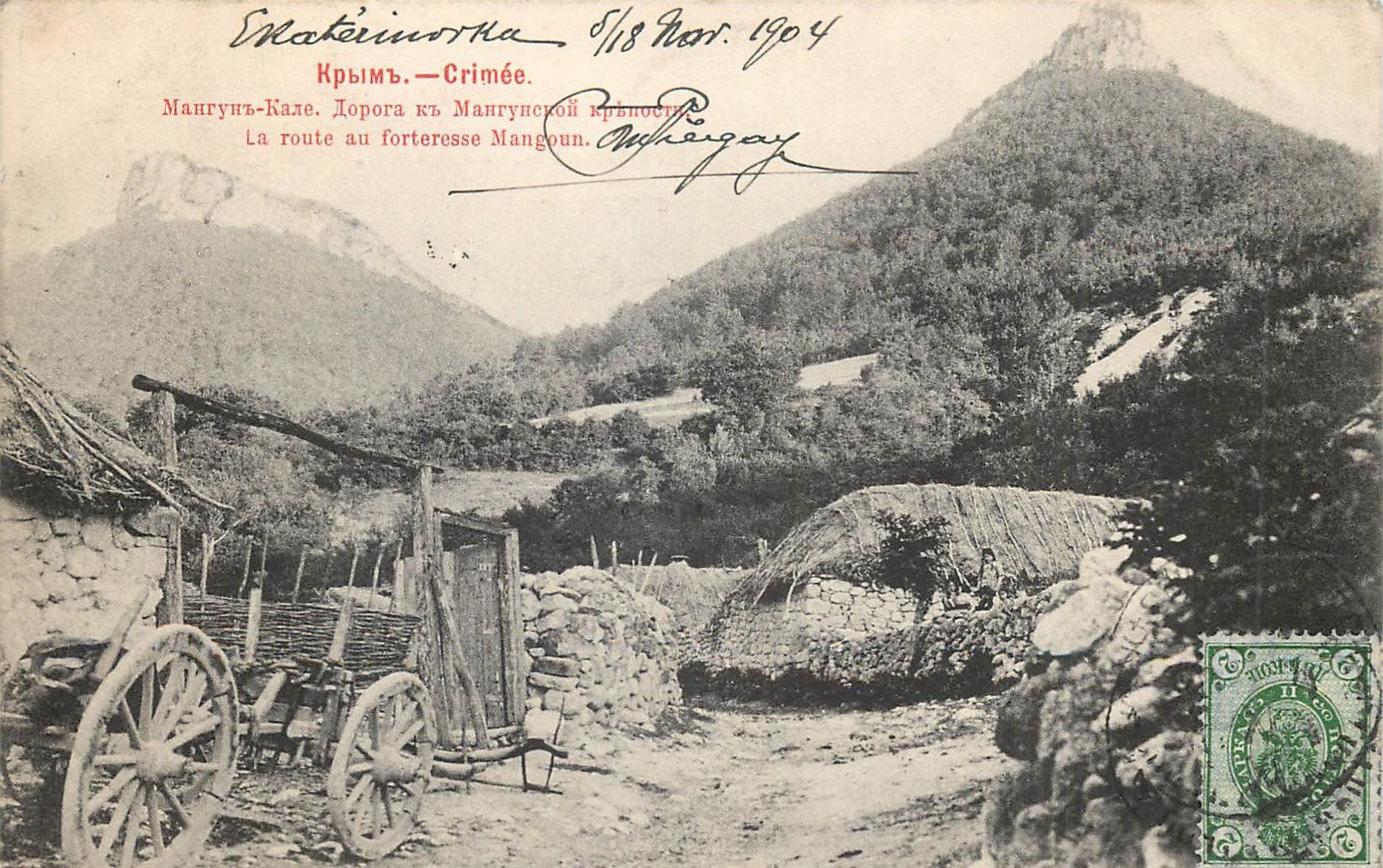
Ходжа-Сала, 1903 год.
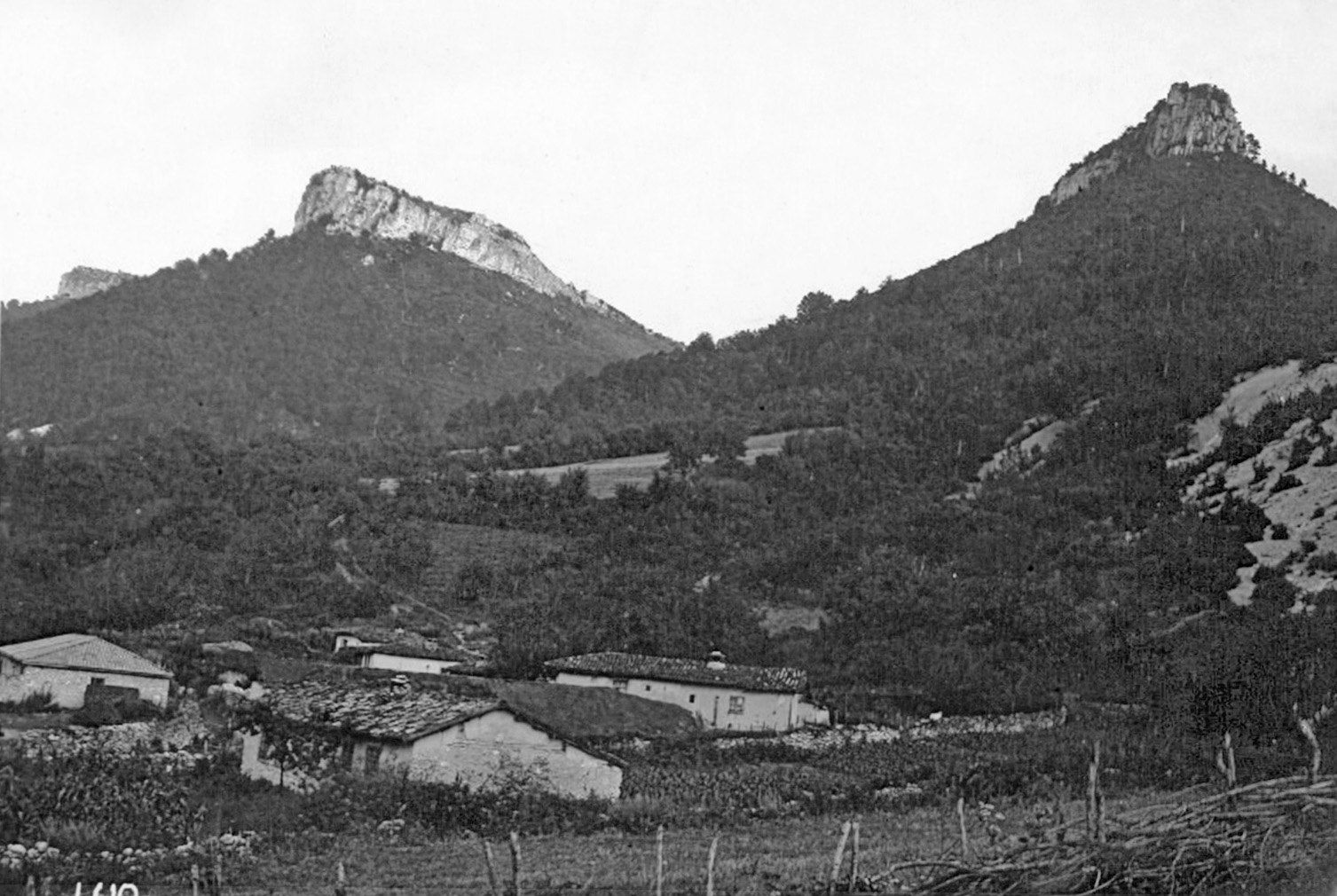
Ходжа-Сала, 1912 год.
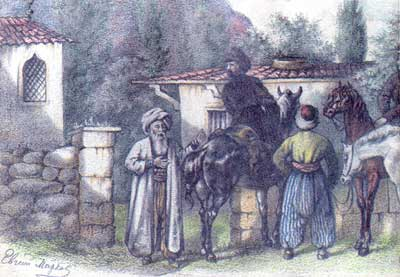
Марков Е. Л. В селе Ходжа-Сала.
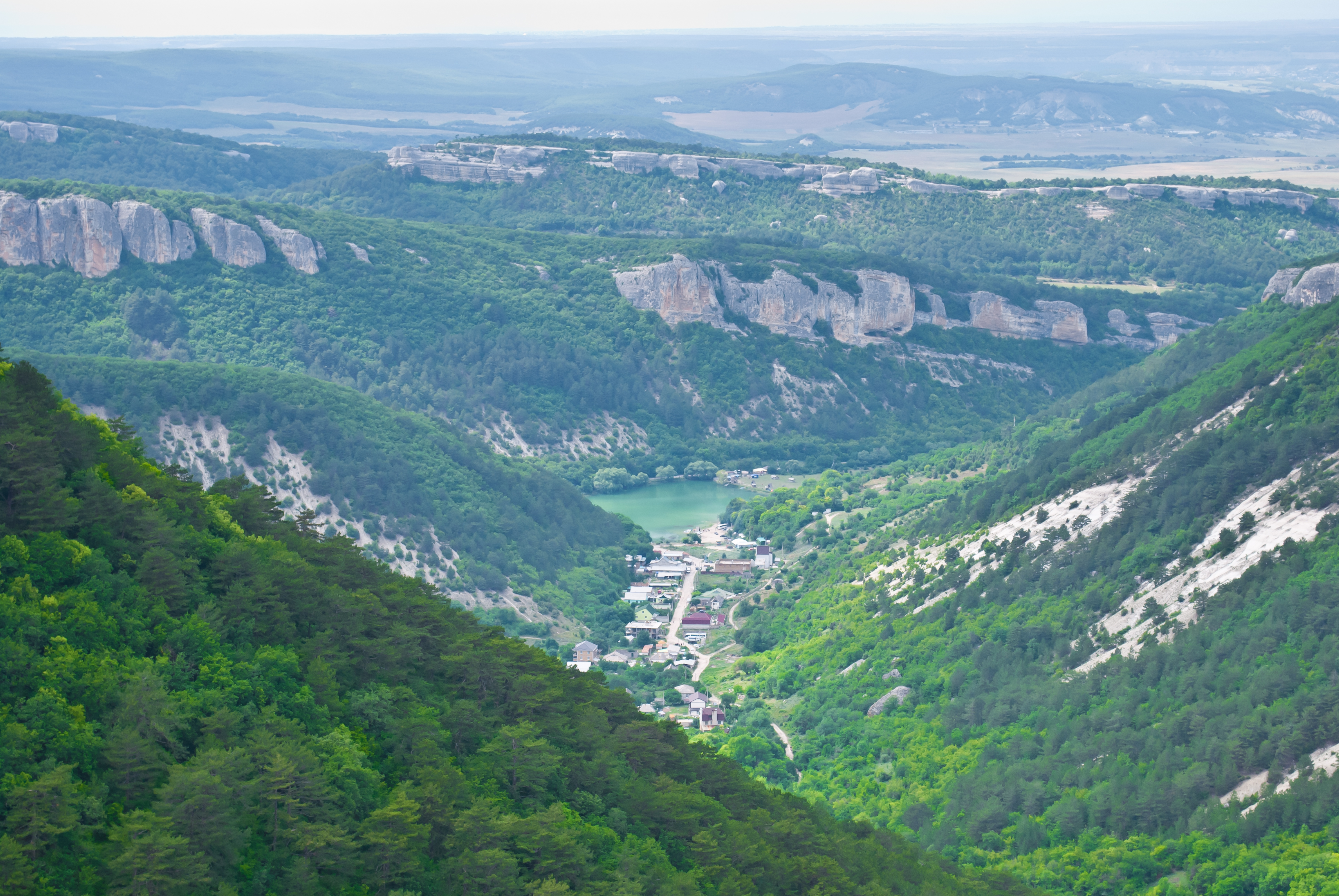
Ходжа-Сала, вид с мангупского мыса Тешкли-Бурун.

По свидетельству путешественника XVII века Эвлии Челеби, этот край назывался Татским Илем и поставлял для войска Крымского хана лучших воинов. Он же впервые упоминает в 1667 году Селение Коджа-саласы:
| Это деревня между двух голых скал в лощине, по которой протекает живая вода, с одной мечетью, одной баней, со 100 мусульманскими домами, крытыми черепицей, с садами и виноградниками. |

 Документальное упоминание селения встречается в «Османском реестре земельных владений Южного Крыма 1680-х годов», согласно которому в 1686 году (1097 год хиджры) Коджа-сала входил в Мангупский кадылык эялета Кефе. Всего упомянуто 22 землевладельца, все мусульмане, владевших 535,5 дёнюмами земли. После обретением ханством независимости по Кючук-Кайнарджийскому мирному договору 1774 года «повелительным актом» Шагин-Гирея 1775 года селение было включено в Крымское ханство в состав
Бакчи-сарайского каймаканства Мангупскаго кадылыка, что зафиксировано и в Камеральном описании Крыма 1784 года. К этому времени христиан в деревне, видимо, не осталось, так как ни в «Ведомости о выведенных из Крыма в Приазовье христианах» А. В. Суворова, ни в ведомости митрополита Игнатия, Коджа-Сала не упоминается, хотя случалось, что греки, не желающие покидать родные места, переходили в ислам.

### В составе России
(8) 19 апреля 1783 года Крым был присоединён к России. В составе Российской империи, по новому административно-территориальному делению, Коджа-Салу с 8 февраля 1784 года включили в состав Симферопольского уезда Таврической области Новороссийской губернии. Упоминается, как Бугас-Сала, в труде Петра Палласа «Наблюдения, сделанные во время путешествия по южным наместничествам Русского государства». После Павловских реформ, с 12 декабря 1796 года по 1802 год, она входила в Акмечетский уезд Новороссийской губернии. После создания 8 (20) октября 1802 года Таврической губернии Коджа-Сала была включена в состав Чоргунской волости Симферопольского уезда.
Согласно Ведомости о всех селениях в Симферопольском уезде состоящих с показанием в которой волости сколько числом дворов и душ… от 9 октября 1805 года, в Коджа-Сале в 24 дворах проживало 123 крымских татарина. На военно-топографической карте генерал-майора Мухина 1817 года в деревне обзначено 25 дворов. В результате реформы волостного деления 1829 года деревню отнесли ко вновь созданной Байдарской волости. Шарль Монтандон в своём «Путеводителе путешественника по Крыму, украшенный картами, планами, видами и виньетами…» 1833 года называл селение Кудья-Сала и Куджа-Сала, и характериховал её, как состоящее из 36 домов и не заключающее в себе ничего примечательного. После образования в 1838 году Ялтинского уезда деревня осталась в составе Симферопольского, но к какой их волостей её приписали, пока установить не удалось. На карте 1842 года в Коджа-Сале обзначено 49 дворов.
В 1860-х годах после земской реформы Александра II деревню приписали к Каралезской волости. По результатам VIII ревизии 1864 года, собранным в «Списке населённых мест Таврической губернии по состоянию на 1864 год», записана владельческая татарская деревня, в которой 40 дворов, 188 жителей и мечеть при источнике безименном. По обследованиям профессора А. Н. Козловского начала 1860-х годов, селение обеспечивалось водой из речки и многочисленных родников. На трёхверстовой карте Шуберта 1865—1876 года в деревне обозначено 5 дворов. Василий Кондараки в 1872 году писал о Ходжа-Сала, как об опустевшей деревне, жители которой переселились в Турцию. В «Памятной книге Таврической губернии 1889 года» по результатам Х ревизии 1887 года в деревне числилось всего 10 дворов и 35 жителей (вероятно, сокращение населения связано с массовой эмиграцией крымских татар в Турцию после Крымской войны. На верстовой карте 1889 года в деревне обозначено 4 двора с татарским населением.
После земской реформы 1890-х годов деревня осталась в составе преобразованной Каралезской волости. Сохранился документ о выдаче ссуды Абдураманчикову и дворянке Крымтаевой под залог имения при деревне Коджа-Сала от 1891 года. Согласно «…Памятной книжке Таврической губернии на 1892 год», в деревне Коджа-Сала, входившей в Шульское сельское общество, числилось 63 жителя в 10 домохозяйствах, все безземельные. В конце XIX века в деревню от родника в балке Табана-дере был построен водопровод из железной трубы, видимо, тщанием владельцем селения и Мангупа помещика Абдураманчикова По «…Памятной книжке Таврической губернии на 1902 год» в деревне Коджа-Сала, входившей в Шульское сельское общество, числилось 302 жителя в 48 домохозяйствах. По Статистическому справочнику Таврической губернии. Ч.II-я. Статистический очерк, выпуск шестой Симферопольский уезд, 1915 год, в деревне Коджа-Сала (при Мангуб-Кале, на земле Иззет Бей Крымтаева) Каралезской волости Симферопольского уезда, числилось 4 двора с татарским населением в количестве 16 «посторонних» жителей, без земли. В хозяйствах имелось 2 лошади, 3 коровы, 2-е телят и жеребят.
В XIX веке все путешественники, осматривавшие Мангуп, посещали Ходжа-Салу, в 1826 году в ней побывал А. С. Грибоедов и писатель-публицист Е. Л. Марков упоминали о ней.

### В советское и постсоветское время
После установления в Крыму Советской власти, по постановлению Крымревкома от 8 января 1921 года была упразднена волостная система и село вошло в состав Севастопольского уезда. 21 января 1921 года на территории Севастопольского уезда был создан Балаклавский район и Хаджи-Сала вошло в новый район. В 1922 году уезды получили название округов. 11 октября 1923 года, согласно постановлению ВЦИК, в административное деление Крымской АССР были внесены изменения, в результате которых округа были отменены; основной административной единицей стал Бахчисарайский район, и село включили в его состав. Согласно Списку населённых пунктов Крымской АССР по Всесоюзной переписи 17 декабря 1926 года, в селе Ходжа-Сала Юхары-Каралезского сельсовета Бахчисарайского района числилось 14 дворов, все крестьянские, население составляло 62 человека (29 мужчин и 33 женщины), все татары. В 1935 году был создан новый Фотисальский район, в том же году, переименованный Куйбышевский, которому переподчинили село.
После освобождения Крыма согласно Постановлению ГКО № 5859 от 11 мая 1944 года состоялась депортация крымских татар, и опустевшее село было заброшено. Село возродилось в 1990 году стараниями вернувшихся на историческую родину крымских татар, 14 октября 1993 года селу официально присвоено старое название. Единственная улица села носит имя Эвлии Челеби.
В настоящее время основой экономики села являются сферы туризма, обслуживания и развлечений, чему способствует непосредственная близость Мангупа, который является популярным туристическим объектом.